# Kortstekelige wimperzwam
De kortstekelige wimperzwam (Scutellinia trechisperma) is een schimmel uit de familie Pyronemataceae. Hij leeft saprotroof op vochtige, kale of reeds met mossen en humus bedekte, kalkhoudende zand- en leembodems, langs paden en tractorsporen in (helling-)bossen.

## Kenmerken
Kenmerkend voor deze soort zijn:
- Sporen: 17-21 micron, Q-getal: 1
- Sporenornamentatie: bedekt met wratten en korte stekels van verschillende vorm en afmeting tot 1,6 (-2,5) μm hoog, laat niet los wanneer verhit in katoenblauw
- Randharen: 6-15 septaat, wand 4-8 micron, breedte 26-48 micron, lengte 1200-2300 micron met complexe wortel en puntige top
- Asci: 260-310 micron lang

## Verspreiding
In Nederland komt de kortstekelige wimperzwam zeer zeldzaam voor.